# Betragsfunktion

Verlauf der Betragsfunktion auf

In der Mathematik ordnet die Betragsfunktion einer reellen oder komplexen Zahl ihren Abstand zur Null zu. Dieser sogenannte absolute Betrag, Absolutbetrag, Absolutwert oder auch schlicht Betrag ist immer eine nichtnegative reelle Zahl. Der Betrag einer Zahl {\displaystyle x} wird meist mit {\displaystyle |x|}, seltener mit {\displaystyle \operatorname {abs} (x)}, bezeichnet.

## Definition

### Reelle Betragsfunktion
Der Betrag einer reellen Zahl {\displaystyle x} ist definiert als
{\displaystyle |x|={\begin{cases}\ \quad \,x&\mathrm {\;\;{\text{falls}}\;\;} x\geq 0,\\\ -x&\mathrm {\;\;{\text{falls}}\;\;} x<0.\\\end{cases}}}
Man erhält den Betrag einer reellen Zahl durch Weglassen des Vorzeichens.

### Komplexe Betragsfunktion
Der Betrag einer komplexen Zahl {\displaystyle z=x+\mathrm {i} y} (mit reellen Zahlen {\displaystyle x} und {\displaystyle y}) ist definiert als
{\displaystyle |z|={\sqrt {z\cdot {\bar {z}}}}={\sqrt {(x+\mathrm {i} y)\cdot (x-\mathrm {i} y)}}={\sqrt {x^{2}+y^{2}}}},
wobei {\displaystyle {\bar {z}}:=x-\mathrm {i} y} die komplex Konjugierte von {\displaystyle z} bezeichnet.
Ist {\displaystyle z} reell (d. h. {\displaystyle y=\mathrm {Im} (z)=0}, also {\displaystyle z=x=\mathrm {Re} (z)}), so geht diese Definition in
{\displaystyle |x|={\sqrt {x^{2}}}}
über, was mit der Definition des Betrages einer reellen Zahl {\displaystyle x} übereinstimmt.
Veranschaulicht man die komplexen Zahlen als Punkte der Gaußschen Zahlenebene, so entspricht diese Definition nach dem Satz des Pythagoras ebenfalls dem Abstand des zur Zahl {\displaystyle z} gehörenden Punktes vom sogenannten Nullpunkt.

## Beispiele
Folgende Zahlenbeispiele zeigen die Funktionsweise der Betragsfunktion.
{\displaystyle |7|=7}
{\displaystyle |{-8}|=-(-8)=8}
{\displaystyle |3+4\mathrm {i} |={\sqrt {(3+4\mathrm {i} )\cdot (3-4\mathrm {i} )}}={\sqrt {3^{2}-(4\mathrm {i} )^{2}}}={\sqrt {3^{2}+4^{2}}}={\sqrt {25}}=5}

### Gleichungen mit Absolutbetrag
Die Anzahl der reellen Lösungen der Gleichung {\displaystyle |x|=b} hängt von der Zahl {\displaystyle b} ab: Für {\displaystyle b>0} hat sie die beiden Lösungen {\displaystyle x_{1}=b} und {\displaystyle x_{2}=-b}. Für {\displaystyle b=0} hat sie die einzige Lösung {\displaystyle x=0} und für {\displaystyle b<0} hat sie keine Lösung.
In einem weiteren Beispiel werden alle Zahlen {\displaystyle x\in \mathbb {R} } gesucht, welche die Gleichung {\displaystyle |x+3|=5} erfüllen.
Man rechnet wie folgt:
{\displaystyle |x+3|=5}
{\displaystyle \Leftrightarrow x+3=5{\text{ oder }}x+3=-5}
{\displaystyle \Leftrightarrow x=5-3{\text{ oder }}x=-5-3}
{\displaystyle \Leftrightarrow x=2{\text{ oder }}x=-8}
Die Gleichung besitzt also genau zwei Lösungen, nämlich 2 und −8.

### Ungleichungen mit Absolutbetrag
Für Ungleichungen können die folgenden Äquivalenzen verwendet werden:
{\displaystyle |a|\leq b\Leftrightarrow -b\leq a\leq b}
{\displaystyle |a|\geq b\Leftrightarrow a\leq -b{\text{ oder }}b\leq a}
Gesucht seien beispielsweise alle Zahlen {\displaystyle x\in \mathbb {R} } mit der Eigenschaft {\displaystyle |x-3|\leq 9}.
Dann rechnet man:
{\displaystyle |x-3|\leq 9}
{\displaystyle \Leftrightarrow -9\leq x-3\leq 9}
{\displaystyle \Leftrightarrow -9+3\leq x\leq 9+3}
{\displaystyle \Leftrightarrow -6\leq x\leq 12}
Als Lösung erhält man also alle {\displaystyle x} aus dem Intervall {\displaystyle [-6,12]}.
Allgemein gilt für reelle Zahlen {\displaystyle x}, {\displaystyle m} und {\displaystyle r}:
{\displaystyle |x-m|\leq r\iff x\in [m-r,m+r]}.

## Betragsnorm und Betragsmetrik
Die Betragsfunktion erfüllt die drei Normaxiome Definitheit, absolute Homogenität und Subadditivität und ist damit eine Norm, genannt Betragsnorm, auf dem Vektorraum der reellen oder komplexen Zahlen. Die Definitheit folgt daraus, dass die einzige Nullstelle der Wurzelfunktion im Nullpunkt liegt, womit
{\displaystyle |z|=0\;\Leftrightarrow \;{\sqrt {z{\bar {z}}}}=0\;\Rightarrow \;z{\bar {z}}=0\;\Leftrightarrow \;z=0}
gilt. Die Homogenität folgt für komplexe {\displaystyle w,z} aus
{\displaystyle |w\cdot z|^{2}=(w\cdot z){\overline {(w\cdot z)}}=(w\cdot z)({\bar {w}}\cdot {\bar {z}})=(w\cdot {\bar {w}})(z\cdot {\bar {z}})=|w|^{2}\cdot |z|^{2}}
und die Dreiecksungleichung aus
{\displaystyle {\begin{aligned}|w+z|^{2}&=(w+z){\overline {(w+z)}}=(w+z)({\bar {w}}+{\bar {z}})=w{\bar {w}}+w{\bar {z}}+z{\bar {w}}+z{\bar {z}}=\\&=|w|^{2}+|z|^{2}+w{\bar {z}}+{\overline {w{\bar {z}}}}=|w|^{2}+|z|^{2}+2\operatorname {Re} (w{\bar {z}})\\&\leq |w|^{2}+|z|^{2}+2\,|w{\bar {z}}|=\\&=|w|^{2}+|z|^{2}+2\,|w|\,|z|=(|w|+|z|)^{2},\end{aligned}}}
wobei sich die beiden gesuchten Eigenschaften jeweils durch Ziehen der (positiven) Wurzel auf beiden Seiten ergeben. Hierbei wurde genutzt, dass die Konjugierte der Summe bzw. des Produkts zweier komplexer Zahlen die Summe bzw. das Produkt der jeweils konjugierten Zahlen ist. Weiterhin wurde verwendet, dass die zweimalige Konjugation wieder die Ausgangszahl ergibt und dass der Betrag einer komplexen Zahl immer mindestens so groß wie ihr Realteil ist. Im reellen Fall folgen die drei Normeigenschaften analog durch Weglassen der Konjugation.
Die Betragsnorm ist vom Standardskalarprodukt zweier reeller bzw. komplexer Zahlen {\displaystyle x} und {\displaystyle y} induziert. Die Betragsnorm selbst induziert wiederum eine Metrik (Abstandsfunktion), die Betragsmetrik
{\displaystyle d(x,y):=|x-y|},
indem als Abstand der Zahlen der Betrag ihrer Differenz genommen wird.

## Analytische Eigenschaften
In diesem Abschnitt werden Eigenschaften der Betragsfunktion angeführt, die insbesondere im mathematischen Bereich der Analysis von Interesse sind.

### Nullstelle
Die einzige Nullstelle der beiden Betragsfunktionen ist 0, das heißt {\displaystyle |z|=0} gilt genau dann, wenn {\displaystyle z=0} gilt. Dies ist somit eine andere Terminologie der zuvor erwähnten Definitheit.

### Verhältnis zur Vorzeichenfunktion
Für alle {\displaystyle z\in \mathbb {C} } gilt {\displaystyle z=|z|\cdot \operatorname {sgn}(z)}, wobei {\displaystyle \operatorname {sgn} } die Vorzeichenfunktion bezeichnet. Da die reelle nur die Einschränkung der komplexen Betragsfunktion auf {\displaystyle \mathbb {R} } ist, gilt die Identität auch für die reelle Betragsfunktion. Die Ableitung der auf {\displaystyle \mathbb {R} \setminus \{0\}} eingeschränkten Betragsfunktion ist die auf {\displaystyle \mathbb {R} \setminus \{0\}} eingeschränkte Vorzeichenfunktion.

### Stetigkeit, Differenzierbarkeit und Integrierbarkeit
Die reelle Betragsfunktion {\displaystyle |\cdot |\colon \mathbb {R} \to \mathbb {R} _{0}^{+}} und die komplexe {\displaystyle |\cdot |\colon \mathbb {C} \to \mathbb {R} _{0}^{+}} sind auf ihrem ganzen Definitionsbereich stetig. Aus der Subadditivität der Betragsfunktion beziehungsweise aus der (umgekehrten) Dreiecksungleichung folgt, dass die beiden Betragsfunktionen sogar Lipschitz-stetig sind mit Lipschitz-Konstante {\displaystyle L=1}:
{\displaystyle {\bigl |}|z|-|w|{\bigr |}\leq |z-w|}.
Die reelle Betragsfunktion ist an der Stelle {\displaystyle 0} nicht differenzierbar und somit auf ihrem Definitionsbereich {\displaystyle \mathbb {R} } keine differenzierbare Funktion. Sie ist jedoch fast überall differenzierbar, was auch aus dem Satz von Rademacher folgt. Für {\displaystyle x\neq 0} ist die Ableitung der reellen Betragsfunktion die Vorzeichenfunktion {\displaystyle \operatorname {sgn} }. Als stetige Funktion ist die reelle Betragsfunktion über beschränkte Intervalle integrierbar; eine Stammfunktion ist {\displaystyle x\mapsto {\tfrac {1}{2}}x^{2}\operatorname {sgn}(x)}.
Die komplexe Betragsfunktion {\displaystyle |\cdot |\colon \mathbb {C} \to \mathbb {R} _{0}^{+}} ist nirgends komplex differenzierbar, denn die Cauchy-Riemann-Differentialgleichungen sind nicht erfüllt.

### Archimedischer Betrag
Beide Betragsfunktionen, die reelle und die komplexe, werden archimedisch genannt, weil es eine ganze Zahl {\displaystyle n} gibt mit {\displaystyle |n|>1}. Daraus folgt aber auch, dass für alle ganzen Zahlen {\displaystyle m>1} ebenfalls {\displaystyle |m|>1} ist.

## Verallgemeinerungen

### Betragsfunktion für Körper

#### Definition
Verallgemeinert spricht man von einem Betrag, wenn eine Funktion {\displaystyle \varphi } von einem Integritätsbereich {\displaystyle D} in die reellen Zahlen {\displaystyle \mathbb {R} } folgende Bedingungen erfüllt:
|  | {\displaystyle \varphi (x)\geq 0}                               | (0) | Nicht-Negativität                                                           |
|  | {\displaystyle \varphi (x)=0\iff x=0}                           | (1) | Definitheit                                                                 |
|  |                                                                 |     | (0) und (1) zusammen nennt man positive Definitheit                         |
|  | {\displaystyle \varphi (x\cdot y)=\varphi (x)\cdot \varphi (y)} | (2) | Multiplikativität (kann auch als absolute Homogenität interpretiert werden) |
|  | {\displaystyle \varphi (x+y)\leq \varphi (x)+\varphi (y)}       | (3) | Subadditivität, Dreiecksungleichung                                         |

Die Fortsetzung auf den Quotientenkörper {\displaystyle K:=\operatorname {Quot} (D)} von {\displaystyle D} ist wegen der Multiplikativität eindeutig.
Bemerkung
Eine Betragsfunktion {\displaystyle \varphi } für einen Körper ist eine Bewertung {\displaystyle \varphi } dieses Körpers.

Ist {\displaystyle \varphi (n)\leq 1} für alle natürlichen {\displaystyle n:=\underbrace {1+\dotsb +1} _{n{\text{-mal}}}}, dann nennt man den Betrag (oder die Bewertung) nichtarchimedisch.

Der Betrag {\displaystyle \varphi (x)=1} für alle {\displaystyle x\neq 0} (ist nichtarchimedisch und) wird trivial genannt.
Bei nichtarchimedischen Beträgen (oder Bewertungen) gilt
|  | {\displaystyle \varphi (x+y)\leq \max(\varphi (x),\varphi (y))} | (3’) | die verschärfte Dreiecksungleichung. |

Sie macht den Betrag zu einem ultrametrischen. Umgekehrt ist jeder ultrametrische Betrag nichtarchimedisch.

#### Betrag und Charakteristik
- Integritätsbereiche mit einem archimedischen Betrag haben die Charakteristik 0.
- Integritätsbereiche mit einer von 0 verschiedenen Charakteristik (haben Primzahlcharakteristik und) nehmen nur nichtarchimedische Beträge an.
- Endliche Integritätsbereiche sind endliche Körper mit Primzahlcharakteristik und nehmen nur den trivialen Betrag an.
- Der Körper der rationalen Zahlen {\displaystyle \mathbb {Q} } als Primkörper der Charakteristik 0 und seine endlichen Erweiterungen nehmen sowohl archimedische als auch nichtarchimedische Beträge an.

#### Vervollständigung
Der Körper {\displaystyle K} lässt sich für jede Betragsfunktion, genauer: für die von jeder Betragsfunktion (oder Bewertung) induzierte Metrik, vervollständigen. Die Vervollständigung von {\displaystyle K} wird häufig mit {\displaystyle {\hat {K}}} bezeichnet.
Archimedische Vervollständigungen der rationalen Zahlen {\displaystyle \mathbb {Q} } sind {\displaystyle {\hat {\mathbb {Q} }}=\mathbb {R} } und {\displaystyle {\widehat {\mathbb {Q} (\mathrm {i} )}}={\hat {\mathbb {Q} }}(\mathrm {i} )=\mathbb {C} }, nichtarchimedische sind {\displaystyle {\hat {\mathbb {Q} }}=\mathbb {Q} _{p}} (die p-adischen Zahlen) für Primzahlen {\displaystyle p}.
Beim trivialen Betrag entsteht nichts Neues.

#### Äquivalenz von Beträgen
Sind {\displaystyle \varphi } und {\displaystyle \psi } Beträge (oder Bewertungen) eines Körpers {\displaystyle K}, dann sind die folgenden drei Behauptungen gleichwertig:
1. Jede Folge {\displaystyle \{x_{\nu }\}}, die unter {\displaystyle \varphi } eine Nullfolge ist, d. h. {\displaystyle \lim \limits _{\nu \to \infty }\varphi (x_{\nu })=0}, ist auch unter {\displaystyle \psi } eine Nullfolge – und umgekehrt.
2. Aus {\displaystyle \varphi (x)<1} folgt {\displaystyle \psi (x)<1}.
3. {\displaystyle \psi } ist eine Potenz von {\displaystyle \varphi }, d. h. {\displaystyle \psi (x)=\varphi (x)^{\epsilon }} für alle {\displaystyle x} mit einem festen {\displaystyle \epsilon >0}.

#### Die Betragsfunktionen der rationalen Zahlen
Nach dem Satz von Ostrowski repräsentieren die in diesem Artikel erwähnten Beträge, der eine archimedische (und euklidische) und die unendlich vielen je einer Primzahl zuzuordnenden nichtarchimedischen, alle Klassen von Beträgen (oder Bewertungen) der rationalen Zahlen {\displaystyle \mathbb {Q} }.
Für diese Beträge gilt der Approximationssatz.

### Norm
Die Betragsfunktion auf den reellen bzw. komplexen Zahlen kann durch die Eigenschaften Definitheit, absolute Homogenität und Subadditivität auf beliebige Vektorräume verallgemeinert werden. Jede Funktion mit diesen Eigenschaften heißt Norm. Im Allgemeinen lassen sich auf einem Vektorraum verschiedene Normen definieren.